# 徳島市上下水道局
徳島市上下水道局（とくしましじょうげすいどうきょく、英語: Tokushima City Waterworks Bureau）とは、徳島県徳島市の上下水道事業を行う地方公営企業である。上水道による水道水の供給と下水道事業を行っている。

## 沿革
- 1909年（明治42年）11月 - 徳島市長一坂俊太郎が水道布設方針を公表。
- 1920年（大正09年）09月 - 水道布設事務所を発足。
- 1924年（大正13年）02月 - 水道布設事務所新築落成。
- 1927年（昭和02年）04月 - 水道課を設置し事務を開始。
- 1945年（昭和20年）07月 - 徳島大空襲により庁舎、書類が全焼。仮事務所として佐古幼稚園に移転。
- 1950年（昭和25年）09月 - ジェーン台風により佐古浄水場が被害。
- 1952年（昭和27年）08月 - 地方公営企業法が制定。
- 1958年（昭和33年）04月 - 下水道使用料受託徴収を開始。
- 1966年（昭和41年）11月 - 水資源開発促進法により吉野川水系の指定を受ける。
- 1967年（昭和42年）01月 - 機構改革により水道部を水道局とし事業管理者を設置。
- 1971年（昭和46年）07月 - 西の丸配水場の運転を開始。
- 1973年（昭和48年）04月 - 名西郡石井町へ分水を開始。
- 1974年（昭和49年）07月 - 法花谷配水場より市内給水を開始。
- 1976年（昭和51年）03月 - 早明浦ダムの建設事業が完工。
- 1985年（昭和60年）05月 - 厚生省水道環境部が企画した「近代水道百選」に佐古配水場が選ばれる。
- 1994年（平成06年）07月 - 徳島市水道局渇水対策本部を設置。
- 1997年（平成09年）01月 - 水質改善事業が認可。
- 2008年（平成20年）12月 - 水道局広報キャラクター「みずまるくん」が誕生。
- 2020年（令和02年）04月 - 機構改革により水道局と土木部下水道事務所の一部を統合し上下水道局となる[3]。

## 水道事業
給水区域
- 徳島市の一部、名西郡神山町阿野の一部、小松島市江田町の一部

浄水場
- 第十浄水場

配水場
- 西の丸配水場
- 佐古配水場
- 国府配水池
- 法花谷配水場
- 一宮配水場

その他
- 佐古配水場旧ポンプ棟（登録有形文化財）
- 新町川公園震災対策用貯水施設